# ちょんまげ課長
『ちょんまげ課長』（ちょんまげかちょう）は、イラストレーター・絵本作家・U-sukeのキャラクター。
2004年から井の頭公園アートマーケッツにてポストカードを販売。
2005年12月にネットシネマを運営の（株）レッドライスメディウムと提携し、フラッシュ配信およびグッズ販売などを展開。
2006年３月末に、単行本「ちょんまげ課長(1)」が主婦と生活社から発売。
2007年 レッドライスメディウムよりアニメDVDを発売。
2011年 NHK「あさイチ」で紹介される。
2012年から電子書籍Google Play「ちょんまげ課長」発売。
2014年LINEスタンプが2種類発売される。
2004年から毎年「ちょんまげ課長カレンダー」を井の頭公園やU-suke Shopで販売。

## 作品内容
「ちょんまげ課長(CK)」とそのファミリー（ママ・忍太・トノ）が織り成すシュールギャグ・ワールド。
　基本的にひとコマで表現される。

## キャラクター
ちょんまげ課長(CK)家庭を愛し、仕事に生きる天然（ぼけ？）管理職。リストラにおびえている。
ママCKの愛妻。家庭的でCKを愛しているが嫉妬深く、怒ると怖い。
忍太CKの一人息子。パパ大好き！泣き虫だけど好奇心旺盛。
トノCKの愛犬。天才。